# Курумова, Селима
Селима Курумова (1914, Грозный — 1968) — чеченская писательница.

## Биография
Родилась Селима Курумова в 1914 году в Грозном. Она происходит из известной состоятельной семьи конца XIX — начале XX века, из которой вышло много уважаемых людей, оставивших заметный след в истории Чечни.
Писать Селима Курумова начала до Великой Отечественной войны, но первые её рассказы были напечатаны только в конце 1950-х годах на страницах альманаха «Орга» и республиканских газет и сразу же привлекли к себе внимание.
В 1966 году, в первый и единственный раз, вышел из печати сборник повестей и рассказов, в который вошли повести «Туман», «Моя ошибка», рассказы. Больше её произведения не переиздавались, и только небольшие отрывки из них включались в школьные учебники и хрестоматии, как образцы владения языком и писательского мастерства.
Селима Курумова, получившая прекрасное образование, хорошо знала мировую литературу, что и отразилось в её произведениях, особенно стоит выделить повесть «Туман».
Герои «Тумана» Зовра и Забиат — это своеобразные чеченские Ромео и Джульетта, которых привели к гибели подлость, предательство, зависть и коварство лживых и жалких людей, думающих только о своем минутном благополучии и все вместе взятые пороки общества.

## Произведения
- Дохк. Повесть // Орга: Журнал, № 3-4. — Грозный: Грозненский рабочий, 2003.
- Жарманан некъ. Дийцар // Орга: Журнал, № 3. — Грозный: Грозненский рабочий, 2004.
- Дарчин Донча. Дийцар // Орга: Журнал, № 4. — Грозный: Грозненский рабочий, 2004.